# واربورتون غامبل
واربورتون غامبل (بالإنجليزية: Warburton Gamble)‏ هو ممثل بريطاني (وحمل سابقاً جنسية المملكة المتحدة لبريطانيا العظمى وأيرلندا)، ولد في 1882 بلندن في المملكة المتحدة، وتوفي بنفس المكان في 27 أغسطس 1945.

## وصلات خارجية
- واربورتون غامبل على موقع IMDb (الإنجليزية)
- واربورتون غامبل على موقع قاعدة بيانات برودواي على الإنترنت (الإنجليزية)
- واربورتون غامبل على موقع قاعدة بيانات الفيلم (الإنجليزية)